# Yvon Petra
Yvon François Marie Petra (ur. 8 marca 1916 w Chợ Lớn, Indochiny, zm. 12 września 1984 w Paryżu) – francuski tenisista, pierwszy powojenny zwycięzca Wimbledonu w grze pojedynczej, reprezentant w Pucharze Davisa, członek Międzynarodowej Tenisowej Galerii Sławy.
Urodzony w Indochinach (obecnie Wietnam), w dzisiejszej chińskiej dzielnicy Ho Chi Minh, tam też nauczył się grać w tenisa. Po powrocie do Francji występy tenisowe łączył z pracą barmana.

## Kariera tenisowa
Pierwsze znaczące sukcesy odniósł w 1937 roku w grze mieszanej. Partnerując Simone Mathieu wygrał mistrzostwa Francji (obecnie French Open) i był w finale Wimbledonu (porażka z Donem Budge'm i Alice Marble), z Sylvią Henrotin był w finale mistrzostw USA (obecnie US Open) (porażka z Budge'm i Sarah Palfrey Cooke). Rok później wygrał grę podwójną na mistrzostwach Francji w parze z Bernardem Destremau, po finałowym zwycięstwie nad czołową wówczas parą Don Budge–Gene Mako.
Ciężko ranny na froncie II wojny światowej, trafił do obozu jenieckiego, gdzie ledwie uniknął amputacji nogi. Wyszedł z obozu w 1942 roku. Wkrótce powrócił do tenisa – nie było zakazów uprawiania sportu w okupowanej przez Niemców Francji. Zdobył kilka nieoficjalnych tytułów mistrza Francji w czasie wojny, zarówno w singlu, jak i deblu.
W 1946 roku osiągnął największy sukces w karierze. Został pierwszym powojennym mistrzem Wimbledonu po pokonaniu w finale Geoffa Browna. Petra przeszedł do historii nie tylko jako pierwszy triumfator Wimbledonu po wojnie, ale i jako ostatni mistrz grający w długich spodniach.
W sezonie 1946 wyjątkowo Wimbledon poprzedzał w kalendarzu turniejowym mistrzostwa Francji. W Paryżu Petra doszedł do półfinału, gdzie przegrał z Marcelem Bernardem. Ci dwaj Francuzi stworzyli natomiast zwycięską parę deblową i w finale gry podwójnej pokonali Enrique Moreę i Pancho Segurę.
W latach 1937–1947, z przerwą wojenną, reprezentował Francję w Pucharze Davisa. Mimo gry w tym okresie kilku dobrych tenisistów Francja nie nawiązała do tradycji słynnych „Czterech Muszkieterów Tenisa”.

### Finały w turniejach wielkoszlemowych

#### Gra pojedyncza (1–0)
| Końcowy wynik | Nr | Data | Turniej           | Nawierzchnia | Przeciwnik  | Wynik finału            |
| ------------- | -- | ---- | ----------------- | ------------ | ----------- | ----------------------- |
| Zwycięzca     | 1. | 1946 | Wimbledon, Londyn | Trawiasta    | Geoff Brown | 6:2, 6:4, 7:9, 5:7, 6:4 |

#### Gra podwójna (2–0)
| Końcowy wynik | Nr | Data | Turniej                     | Nawierzchnia | Partner           | Przeciwnicy                 | Wynik finału             |
| ------------- | -- | ---- | --------------------------- | ------------ | ----------------- | --------------------------- | ------------------------ |
| Zwycięzca     | 1. | 1936 | French Championships, Paryż | Ceglana      | Bernard Destremau | Don Budge Gene Mako         | 3:6, 6:3, 9:7, 6:1       |
| Zwycięzca     | 2. | 1946 | French Championships, Paryż | Ceglana      | Marcel Bernard    | Enrique Morea Pancho Segura | 7:5, 6:3, 0:6, 1:6, 10:8 |

#### Gra mieszana (1–2)
| Końcowy wynik | Nr | Data | Turniej                                   | Nawierzchnia | Partnerka            | Przeciwnicy                    | Wynik finału   |
| ------------- | -- | ---- | ----------------------------------------- | ------------ | -------------------- | ------------------------------ | -------------- |
| Zwycięzca     | 1. | 1937 | French Championships, Paryż               | Ceglana      | Simone Mathieu       | Marie Luise Horn Roland Journu | 7:5, 7:5       |
| Finalista     | 1. | 1937 | Wimbledon, Londyn                         | Trawiasta    | Simone Mathieu       | Alice Marble Don Budge         | 4:6, 1:6       |
| Finalista     | 2. | 1937 | U.S. National Championships, Forest Hills | Trawiasta    | Sylvie Jung Henrotin | Sarah Palfrey Cooke Don Budge  | 2:6, 10:8, 0:6 |